# Ampelisca venetiensis
Ampelisca venetiensis is een vlokreeftensoort uit de familie van de Ampeliscidae. De wetenschappelijke naam van de soort is voor het eerst geldig gepubliceerd in 1916 door Clarence Raymond Shoemaker.